# آرتمیس فاول: رمز ابدی
آرتمیس فاول: رمز ابدی (شناخته‌شده به عنوان به آرتمیس فاول و رمز ابدی در اروپا)، کتاب سوم از مجموعهٔ آرتمیس فاول است که به دنبال آرتمیس فاول و ماجرای شمال در سال ۲۰۰۳ منتشر شد. در آن، جان اسپیرو، غول صنعتی شیکاگویی، مکعب بین (C Cube) که سوپر کامپیوتری از اختراعات آرتمیس فاول است را می دزد، و او باید به هر طریقی این دستگاه را پس بگیرد.

## داستان
آرتمیس فاول، نابغهٔ ۱۳ ساله همراه با محافظ غول پیکرش، باتلر، در لندن جان اسپیرو و محافظش را ملاقات می‌کنند. آرتمیس با استفاده از غنائمی که از اجنه دزدیده‌است، یک سوپر کامپیوتر می‌سازد که یک قرن از فناوری انسان‌ها جلوتر است. اسپیرو این دستگاه را می‌دزدد و به شیکاگو می‌برد. محافظ وی، آرنو بلانت نیز به باتلر شلیک می‌کند و او را تا سر حد مرگ می‌رساند. آرتمیس با استفاده از فناوری انجماد، باتلر را تا چند ساعت زنده نگه می‌دارد و از اجنه درخواست کمک می‌کند. سروان هالی شورت به کمک او می‌رود و باتلر را شفا می‌دهد. از عواقب این کار، ۱۵ سال پیر شدن باتلر است.
آرتمیس ماجرای رودست خوردنش از اسپیرو و دزدیده شدن مکعب بین را برای هالی تعریف می‌کند. آن مکعب از فناوری اجنه ساخته شده، پس می‌تواند به راحتی، وجود اجنه را برای انسان‌ها اثبات کند و در این صورت تمدن هزاران ساله آن‌ها از بین می‌رود. مکعب با رمز ابدی‌ای قفل شده و فقط با صدای آرتمیس باز می‌شود؛ اما اسپیرو متخصصان زیادی دارد که می‌توانند، آن را باز کنند.
پس آرتمیس فاول، به همراه هالی شورت، ژولیت باتلر -خواهر باتلر- و مالچ دیگامز، و فُلی که از راه دور با آن‌ها همراه‌است به شیکاگو می‌روند تا به طریقی از سیستم امنیتی وحشتناک برج اسپیرو رد شوند و مکعب بین را پس بگیرند و در عوض، اجنه از آرتمیس تعهد گرفتند که پس از اتمام ماجرا، آن‌ها خاطره‌شویی شوند. آن گروهِ به طرز عجیبی متحد و موفق می‌شوند و در آخر، تمام خاطراتی که آرتمیس، باتلر و ژولیت از اجنه داشتند، پاک می‌شود.
در طول این سه جلد، رفتار آرتمیس به سمت هر جه بهتر شدن تغییر می‌کند، اما بعد از خاطره شویی، همان رفتارهای قبلی‌اش همراه با عذاب وجدان ظاهر می‌شوند.

## کتاب مصور
کتاب مصور این جلد که احتمالاً توسط همان طراح و رنگ‌آمیز کشیده می‌شود، گفته می‌شود در اواخر سال ۲۰۱۲ به چاپ می‌رسد.

## نقد و انتقادات
این جلد حتی بیشتر از جلدهای قبل مورد توجه منتقدان قرار گرفت. پابلیشرز ویکلی که جلد قبلی، یعنی آرتمیس فاول و ماجرای شمال را کتابی خسته‌کننده می‌دانست، در مورد رمز ابدی گفته‌است: «کتابی پر از گفتگوهای سریع و طنزآمیز و دارای نوشتاری بسیار عالی است.» اینترتینمنت ویکلی همچنین گفته‌است: «نوجوانان و مخاطبان هنوز طرفدارش هستند… هری (هری پاتر) مواظب خودش باشد.» با این حال برای هر کتابی، هر چند انتقادات مثبتی داشته باشد، نقدهای منفی نیز در کنارش می‌آیند. دیزنی فَمیلی رتبه ۳ ستاره از ۵ ستاره به این کتاب داده؛ با این حال اضافه کرده‌است: «برای تابستان نوجوانان خوب است.»

## آرتمیس فاول در ایران
این کتاب نیز از طرف انتشارات افق و ترجمهٔ شیدا رنجبر در سال ۱۳۸۳ منتشر شد.

## یادداشت
1. ↑  در اینجا، خاطره شویی تکنولوژی ای است که فُلی اختراع کرده‌است. با استفاده از آن می‌توان قسمت یا تمام خاطرات یک فرد را حذف کرد؛ مغز جاهای خالی را با داستان‌های خودش پر می‌کند. تنها یک جرقه و اتفاق مهمی، می‌تواند آن خاطرات را بازگرداند.